# Juri Gatt
Juri Gatt (Innsbruck, 9 agosto 2001) è uno slittinista austriaco, campione mondiale nel doppio ad Altenberg 2024.

## Biografia

### Carriera sportiva

#### Stagioni 2015-2019

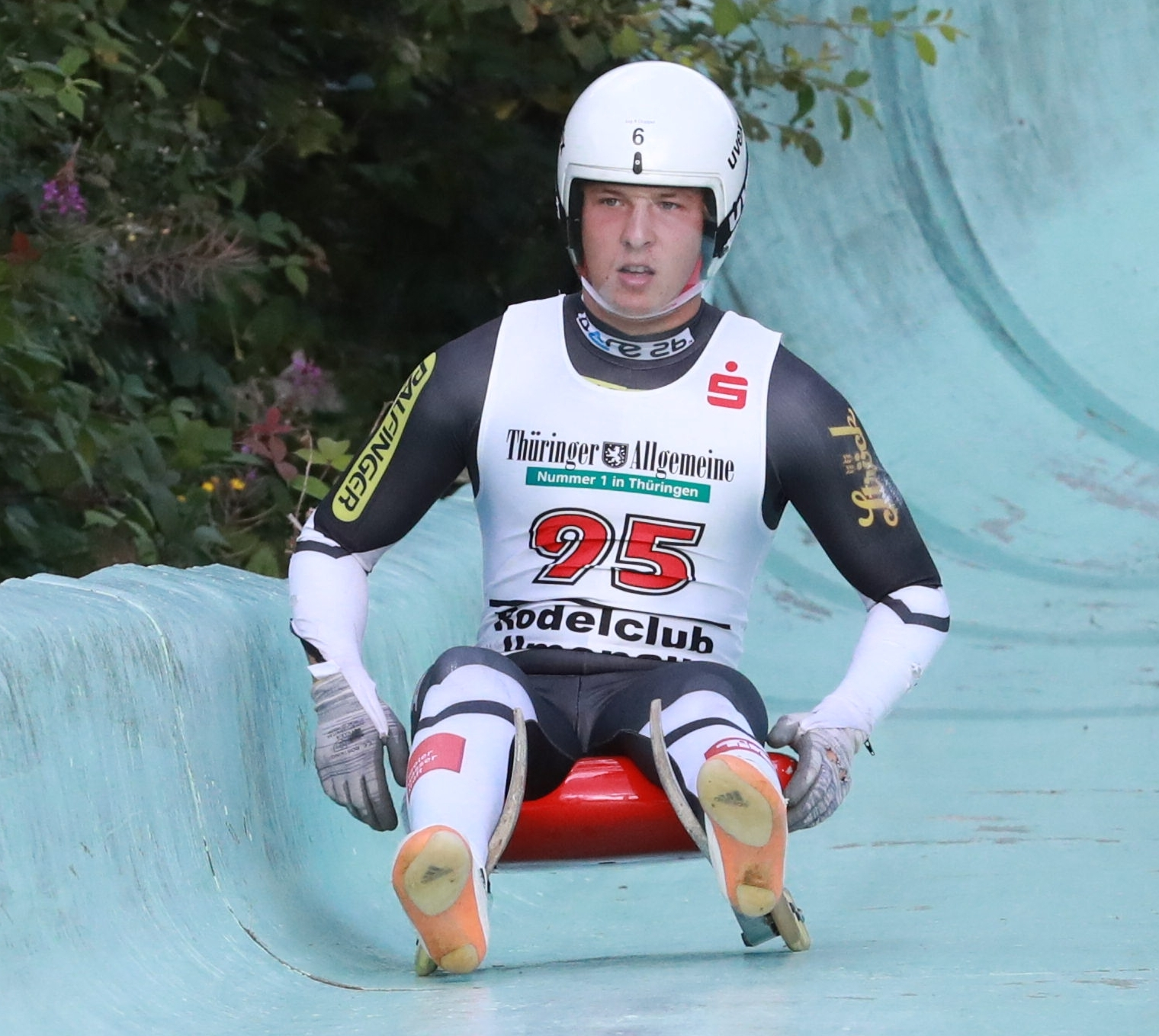
Gatt ad Ilmenau nel 2018.

Iniziò a gareggiare per la nazionale austriaca nella categoria giovani nel 2015, partecipando alla Coppa del Mondo 2014/15 nel doppio in coppia con Jakob Schmid che concluse al decimo posto; la stagione seguente finì tredicesimo nella prova a coppie e sessantaduesimo nel singolo e prese inoltre parte alle Olimpiadi giovanili di Lillehammer 2016 in cui giunse in settima posizione nel doppio ed in nona nella gara a squadre.
Nell'edizione 2016/17 di Coppa gareggiò esclusivamente nel singolo in cui si piazzò al diciassettesimo posto; dall'annata successiva ritornò a cimentarsi nel doppio formando un nuovo sodalizio con Riccardo Schöpf, con il quale trionfò nella graduatoria di Coppa del Mondo e giunse altresì terzo nella classifica del singolare, partecipò inoltre ai mondiali juniores di Altenberg 2018 ottenendo la quattordicesima piazza nella prova biposto e la quarta nella gara a squadre. Nella stagione seguente alternò la sua partecipazione in Coppa tra quella giovani, che chiuse all'undicesimo posto nel singolare ed al sesto nel doppio, e quella junior, in cui terminò in decima posizione nel doppio; in questa stessa categoria prese anche parte ai campionati europei di Sankt Moritz 2019, in cui terminò decimo nella prova a coppie e quinto in quella a squadre, ed a quelli mondiali di Innsbruck 2019, che concluse al settimo posto nel doppio ed ottenne la medaglia d'oro nella staffetta.

#### Stagioni 2020-2023

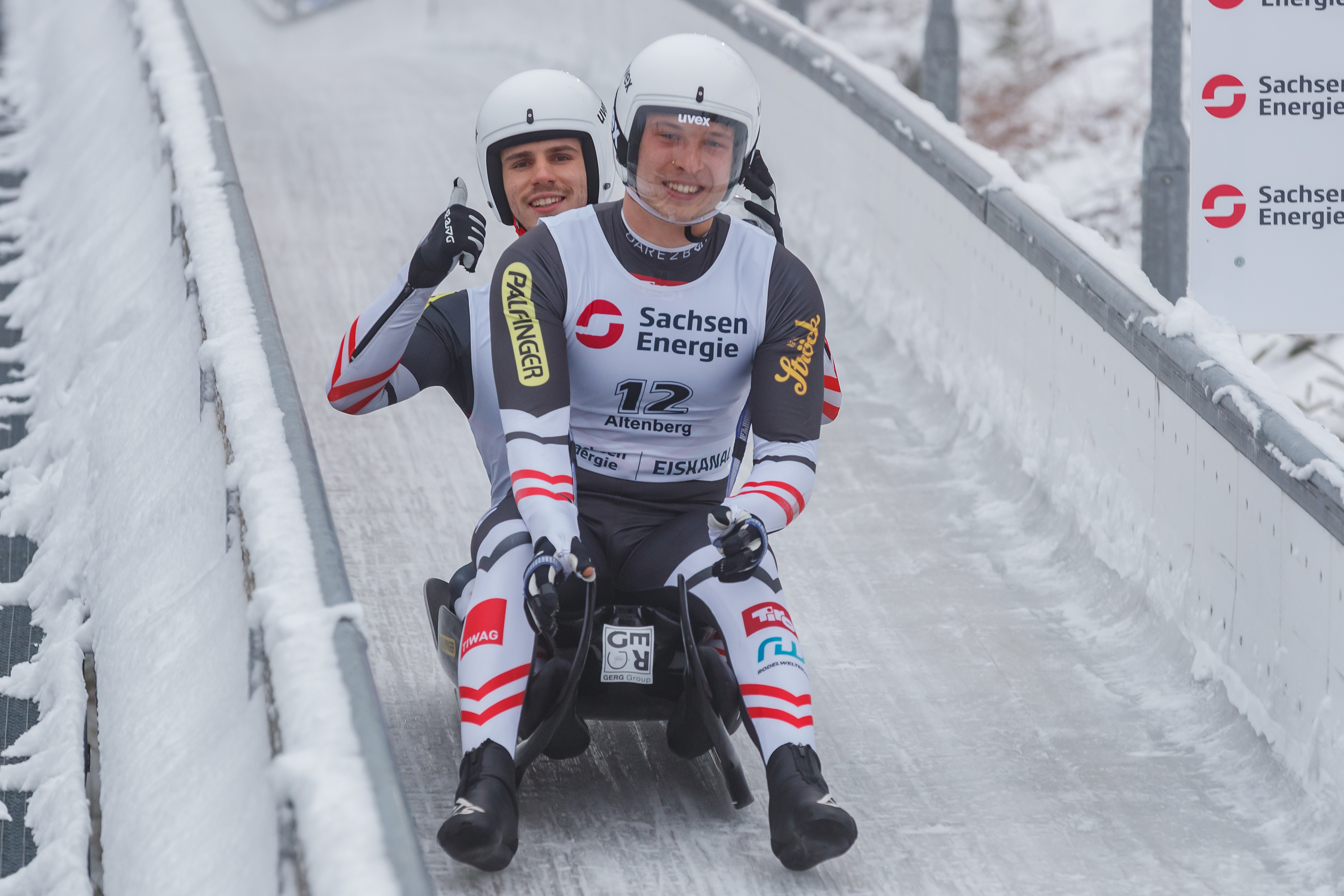
Gatt (davanti) e Schöpf in gara ad Altenberg nel 2021.

Dalla stagione 2019/20 abbandonò definitivamente la disciplina del singolo per dedicarsi in maniera esclusiva alla specialità del doppio: fece il suo esordio nella Coppa del Mondo assoluta partecipando alla tappa inaugurale di Innsbruck il 23 novembre 2019, occasione in cui non riuscì a portare a termine la prova, e per il resto dell'annata agonistica gareggiò nella categoria juniores ottenendo l'ottava posizione nella classifica di Coppa, il quarto posto nel doppio e la medaglia d'argento nella gara a squadre agli europei di Winterberg 2020 e la decima piazza a coppie e la sesta nella staffetta ai mondiali di Oberhof 2020; dall'anno successivo fu inserito stabilmente nella nazionale maggiore e prese parte all'intera edizione di Coppa del Mondo terminata al ventesimo posto, partecipando inoltre ai campionati europei di Sigulda 2021 ed a quelli mondiali di Schönau am Königssee 2021, in cui ottenne in entrambi i casi la diciottesima posizione, mentre nelle rispettive speciali classifiche riservate agli atleti under 23, giunse settimo e sesto.
L'anno seguente chiuse la classifica di Coppa al quindicesimo posto, nella rassegna continentale di Sankt Moritz 2022 terminò dodicesimo ottenendo la medaglia d'argento nella graduatoria relativa agli under 23 ed ai mondiali juniores di Winterberg 2022 si piazzò secondo nel doppio e quarto nella prova a squadre. Il 2022/23 si aprì con il suo primo podio nonché la sua prima vittoria in Coppa del Mondo, ottenuta nel doppio nella tappa di esordio che si disputò il 3 dicembre 2022 ad Innsbruck e, grazie anche agli ulteriori quattro podi ottenuti in stagione, concluse al quarto posto finale in classifica generale; agli europei di Sigulda 2023 giunse quarto nel doppio e non riuscì a portare a termine la prova a squadre, mentre ai mondiali di Oberhof 2023 colse l'ottavo posto nel doppio, ma secondo nella categoria under 23, ed il quindicesimo nella gara sprint.

#### Stagioni 2024-2025

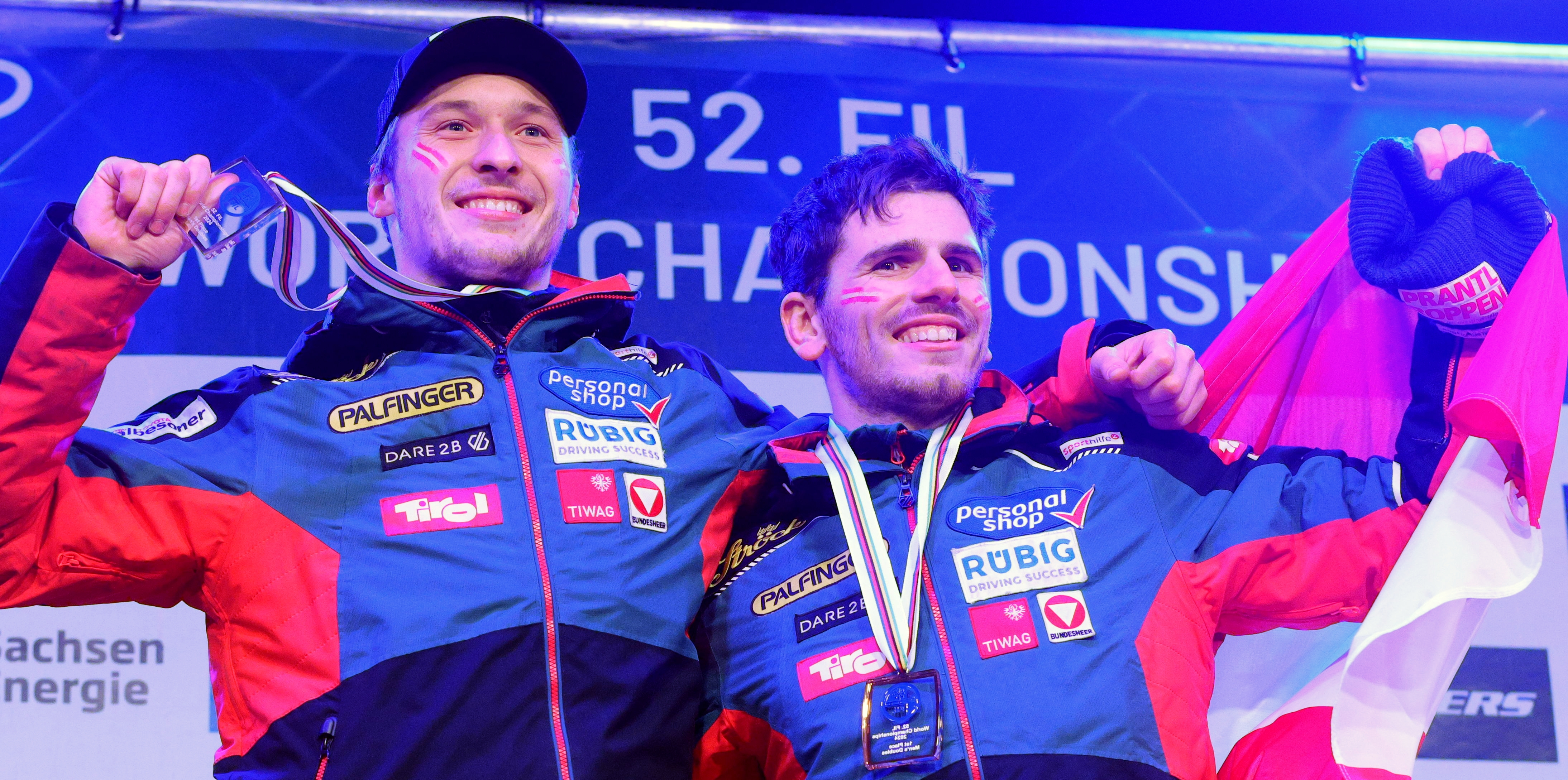
Gatt (a sinistra) e Schöpf con la medaglia d'oro conquistata nel doppio ai mondiali di Altenberg 2024.

Nel 2023/24 si piazzò in quinta posizione in Coppa, grazie anche ai due successi di tappa ottenuti sui tracciati di Winterberg e di Altenberg; nella rassegna continentale di Innsbruck 2024 giunse ottavo nel doppio -che gli valse la vittoria tra gli under 23-, mentre in quella iridata di Altenberg 2024 conquistò il titolo nella prova classica -oltre che tra gli under 23-, il bronzo nella prova sprint ed il sesto posto nella gara a squadre. La stagione successiva salì sul podio unicamente nella gara di Winterberg, prova valevole anche per l'assegnazione del campionato europeo in cui conquistò il secondo posto nel doppio e primeggiò nella competizione a squadre, terminando in settima posizione nella graduatoria di Coppa del Mondo, non avendo però disputato l'ultima gara dell'anno a causa di una commozione cerebrale subita dopo un rovesciamento sulla pista di Pyeongchang; prese inoltre parte ai mondiali di Whistler 2025 in cui giunse nono nella prova a coppie.

## Palmarès

### Mondiali
- 2 medaglie:
  - 1 oro (doppio ad Altenberg 2024);
  - 1 bronzo (doppio sprint ad Altenberg 2024).

### Europei
- 2 medaglie:
  - 1 oro (gara a squadre a Winterberg 2025);
  - 1 argento (doppio a Winterberg 2025).

### Mondiali under 23
- 2 medaglie:
  - 1 oro (doppio ad Altenberg 2024);
  - 1 argento (doppio ad Oberhof 2023).

### Europei under 23
- 2 medaglie:
  - 1 oro (doppio ad Innsbruck 2024);
  - 1 argento (doppio a Sankt Moritz 2022).

### Mondiali juniores
- 2 medaglie:
  - 1 oro (gara a squadre ad Innsbruck 2019);
  - 1 argento (doppio a Winterberg 2022).

### Europei juniores
- 1 medaglia:
  - 1 argento (gara a squadre a Winterberg 2020).

### Coppa del Mondo
- Miglior piazzamento in classifica generale di Coppa del Mondo nel doppio: 4° nel 2022/23.
- 13 podi (8 nel doppio, 1 nel doppio sprint, 4 nelle gare a squadre):
  - 5 vittorie (3 nel doppio, 2 nelle gare a squadre);
  - 3 secondi posti (2 nel doppio, 1 nelle gare a squadre);
  - 5 terzi posti (3 nel doppio, 1 nel doppio sprint, 1 nelle gare a squadre).

#### Coppa del Mondo - vittorie
| Data             | Luogo      | Paese    | Disciplina                                                                                |
| ---------------- | ---------- | -------- | ----------------------------------------------------------------------------------------- |
| 3 dicembre 2022  | Innsbruck  | Austria  | Doppio con Riccardo Schöpf                                                                |
| 26 febbraio 2023 | Winterberg | Germania | Gara a squadre con Madeleine Egle, Jonas Müller e Riccardo Schöpf                         |
| 6 gennaio 2024   | Winterberg | Germania | Doppio con Riccardo Schöpf                                                                |
| 3 febbraio 2024  | Altenberg  | Germania | Doppio con Riccardo Schöpf                                                                |
| 19 gennaio 2025  | Winterberg | Germania | Gara a squadre con Madeleine Egle, Riccardo Schöpf, Jonas Müller, Selina Egle e Lara Kipp |

### Coppa del Mondo juniores
- Miglior piazzamento in classifica di Coppa del Mondo juniores nel doppio: 8° nel 2019/20.

### Coppa del Mondo giovani
- Miglior piazzamento in classifica di Coppa del Mondo giovani nel singolo: 3° nel 2017/18;
- Vincitore della Coppa del Mondo giovani nel doppio nel 2017/18.